# Hermann Hörlin
Hermann Julius Wilhelm Hörlin (Schwäbisch Hall, 5 luglio 1903 – Boston, 6 novembre 1983) è stato un alpinista e fisico tedesco,  alpinista di talento partecipò alla spedizione himalayana del 1930 e a quella nelle Ande nel 1932, naturalizzato statunitense nel 1944 nel 1953 condusse ricerche presso il "Los Alamos National Laboratory" sugli effetti fisici dei test della bomba atomica nell'atmosfera terrestre.

## Biografia
Hermann Hörlin crebbe a Schwäbisch Hall come figlio di un commerciante. Dopo aver iniziato gli studi di fisica presso l'Università Tecnica di Stoccarda (1922) ed essere entrato a far parte dell'associazione studentesca "Akademische Gesellschaft Sonderbund" (Società accademica del Sonderbund), iniziò a praticare l'arrampicata e l'alpinismo.
Divenne noto alla fine degli anni '20 insieme al suo compagno di scalata, l'austriaco Erwin Schneider, per una serie di prime ascensioni invernali. dalle vette sussidiarie del Monte Bianco. Hörlin e Schneider presero parte alla spedizione internazionale himalayana del 1930 organizzata da Günter Oskar Dyhrenfurth. Il 3 giugno 1930, scalando i 7.462 metri del Jongsang Ri, raggiunsero la vetta più alta mai scalata al mondo. Nel 1932, Hörlin fece parte di una spedizione tedesco-austriaca sulle Ande, che comprendeva, tra le altre cose: la prima scalata del Nevado Huascarán (6.768 m), la montagna più alta del Perù. Durante questa spedizione, Hörlin effettuò ampie misurazioni della radiazione cosmica, che furono incluse nella sua dissertazione supervisionata da Erich Regener (pubblicata nel 1936). Avrebbe dovuto partecipare alla spedizione tedesca al Nanga Parbat del 1934 guidata da Willy Merkl, ma rifiutò a causa della morte del padre.
Fino al 1937, Hermann Hörlin fu membro del comitato esecutivo del Club Alpino Tedesco e Austriaco e si oppose al tentativo nazionalsocialista di riorganizzare il club. Nel 1938 emigrò negli Stati Uniti insieme ai tre figli della compagna Käthe Hörlin, di origine ebrea, che aveva avuto dal suo primo matrimonio.  Hörlin lavorò inizialmente per l'Agfa a Binghamton (New York). Nel 1944 ottenne la cittadinanza americana. Negli Stati Uniti,  Hörlin veniva spesso chiamato Herman invece di Hermann. Dal 1953 condusse ricerche, tra gli altri, presso il "Los Alamos National Laboratory"  sugli effetti fisici dei test della bomba atomica nell'atmosfera terrestre. Questo lavoro e la testimonianza di Hoerlin davanti a una commissione del Congresso degli Stati Uniti (9 marzo 1962) contribuirono alla conclusione del Trattato del 1963 che vietava i test nucleari nell'atmosfera, nello spazio e sott'acqua. Dal 1959 al 1960, Hoerlin ricoprì la carica di professore ospite alla Cornell University, su invito del suo amico Hans Bethe. Dal 1964, Hoerlin e sua moglie vissero a Santa Fe e nel 1983 a Boston, dove Hermann Hörlin morì il 9 novembre all'età di 80 anni. Parte della sua eredità scritta e fotografica è conservata nell'Archivio Storico Alpino di Monaco di Baviera.